# Aeropuerto Municipal de Newport

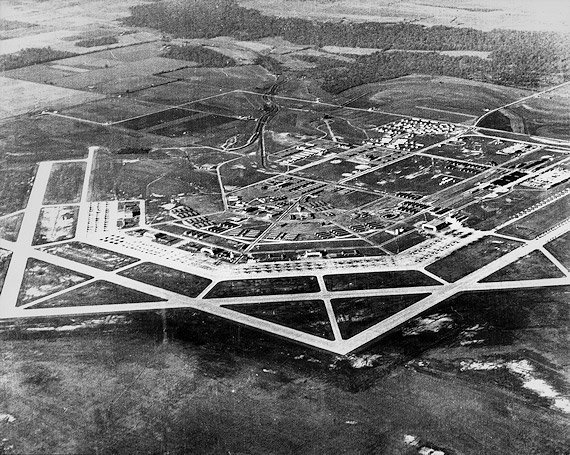
Foto aérea oblicua de la base aérea de Newport, sobre 1945, visto del este al oeste.

El Aeropuerto Municipal de Newport (FAA LID: M19) es un aeropuerto de aviación general ubicado a 5 millas al noreste de Newport (Arkansas).
Está operado y gestionado por la ciudad de Newport.

## Historia
El aeropuerto fue inaugurado en diciembre de 1942 como Base aérea de Newport y fue utilizado por la USAF como base de entrenamiento durante la Segunda Guerra Mundial para formar a pilotos. Cuatro mil pilotos recibieron entrenamiento en Newport del 25 de diciembre de 1942, al 21 de junio de 1944. Se voló durante unas 425.000 horas durante este periodo, con sólo veinte muertos.
La Marina de los Estados Unidos comenzó a utilizar Newport en mayo de 1944.  El aeródromo fue renombrado como Marine Corps Air Facility Newport y albergó al grupo 34 de la Marina (MAG-34) y sus aviones SBD Dauntless y el grupo 62 (MAG-62) con aviones B-25 Mitchell.